# Ататюрк (аэропорт)
Аэропорт Стамбул имени Ататю́рка (тур. İstanbul Atatürk Havalimanı; ИАТА: ISL, ИКАО: LTBA) — бывший международный аэропорт в Стамбулe, крупнейший аэропорт Турции. Расположен в европейской части города в 24 километрах к западу от исторического центра города — площади Султанахмет, на берегу Мраморного моря. С 1980 года аэропорт носит имя Мустафы Кемаля Ататюрка — первого президента Турецкой Республики.
Аэропорт являлся[когда?] 3-м в Европе и 11-м в мире по количеству обслуженных пассажиров. Так, в 2015 году пассажиропоток аэропорта превысил 61 млн человек. Из-за загруженности аэропорта с 2015 года велось строительство третьего аэропорта Стамбула, после чего аэропорт имени Ататюрка закрыли.
С января 2000 года аэропортом управляет компания TAV Airports (Tepe-Akfen-Ventures), которая с 1998 года инвестировала 600 млн дол. в развитие аэропорта. В 2005 году она выиграла тендер на управление аэропортом в течение 15,5 лет.

## История
6 апреля 2019 года аэропорт переехал в новый аэропорт Стамбула. Гендиректор Главного управления государственных аэропортов Турции (DHMI) Фунда Оджак заявил, что полное закрытие аэропорта произойдёт в 2022 году. C 2019 года аэропорт используется для грузовой авиации, авиатакси, государственных и дипломатических самолетов, частной авиации.
В 2020 году из-за пандемии коронавируса в аэропорту было решено построить больницу. В результате были сильно повреждены 2 взлётно-посадочные полосы из трёх.

## Инфраструктура
В аэропорту имеются два терминала: международный и внутренний. Международный терминал построен в 2001 году, внутренний терминал — в 1970-е годы. Они соединены между собой подземным переходом.
В аэропорту есть гостиница, которая связана с терминалом. Кроме того, в пятимильном радиусе от аэропорта представлены гостиницы мировых гостиничных сетей — Radisson SAS, Marriott International, Holiday Inn, Four Seasons и Sheraton.

## Авиакомпании и направления
В аэропорту базировались авиакомпании Atlasglobal, Borajet, Freebird Airlines, Onur Air, Turkish Airlines и другие.
До некоторых крупных российских городов из аэропорта выполнялись беспересадочные рейсы.
Во время пандемии коронавируса израильская авиакомпания El Al начала совершать грузовые рейсы на пассажирских самолётах в Стамбул, чтобы перевозить медицинское оборудование в Нью-Йорк.

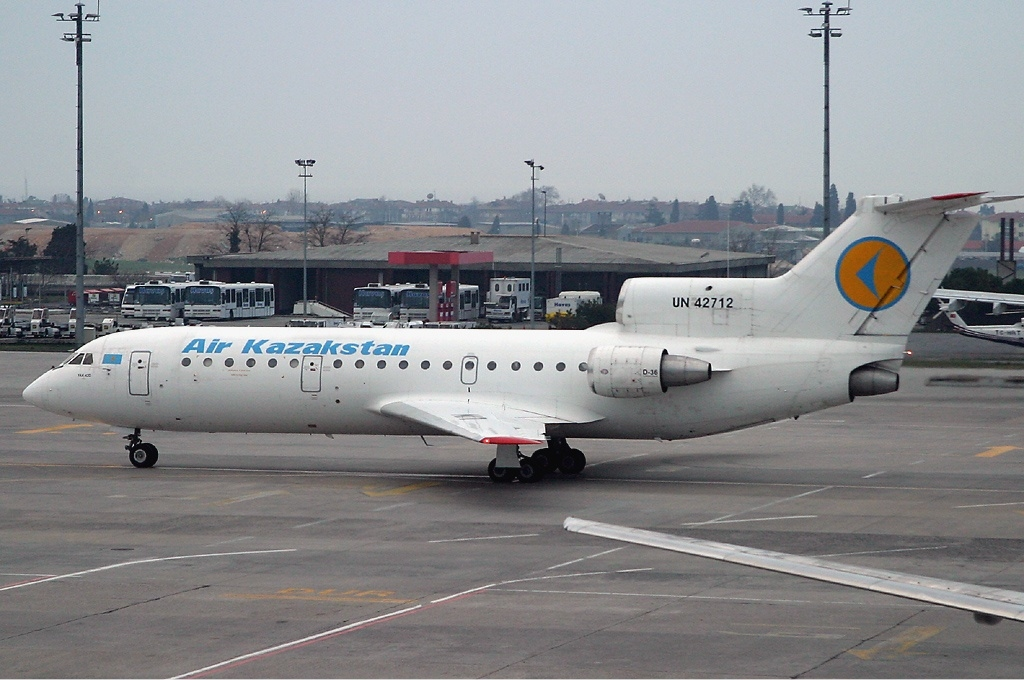
Як-42 Эйр Казахстан в аэропорту имени Ататюрка, 2004 год
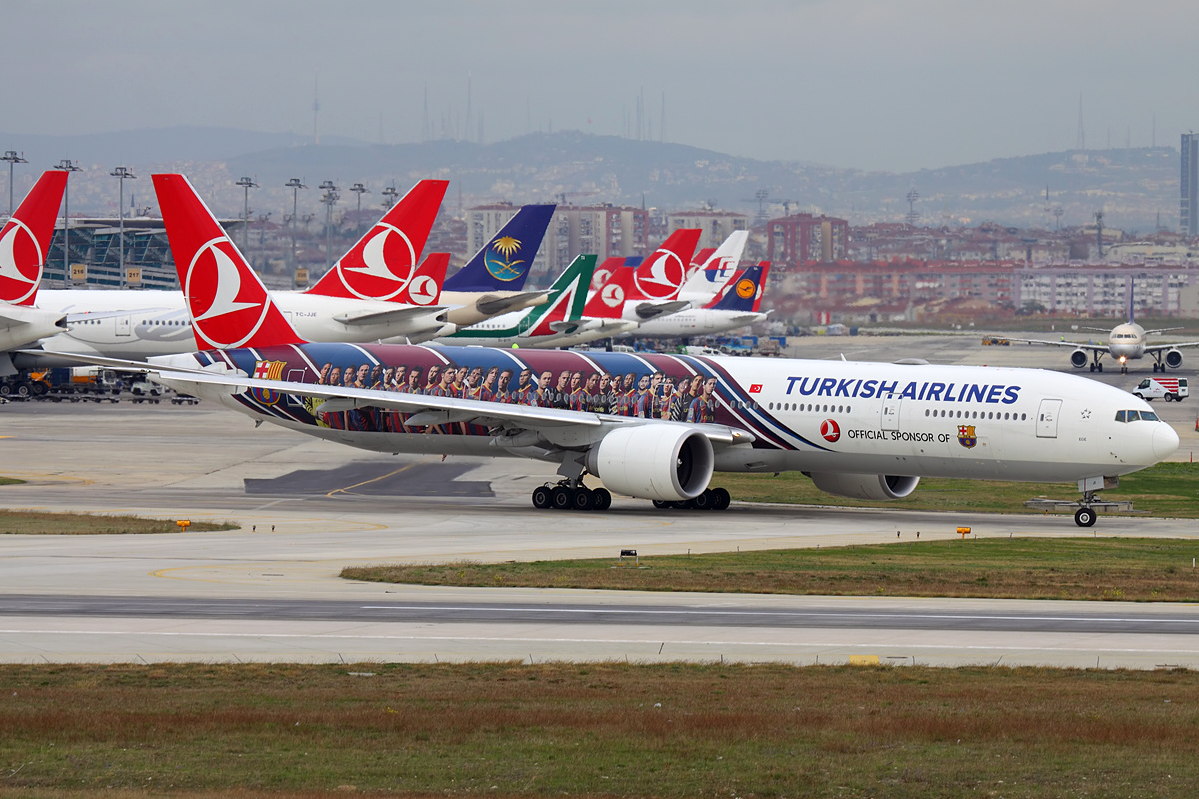
Boeing 777-300ER Turkish Airlines в аэропорту имени Ататюрка
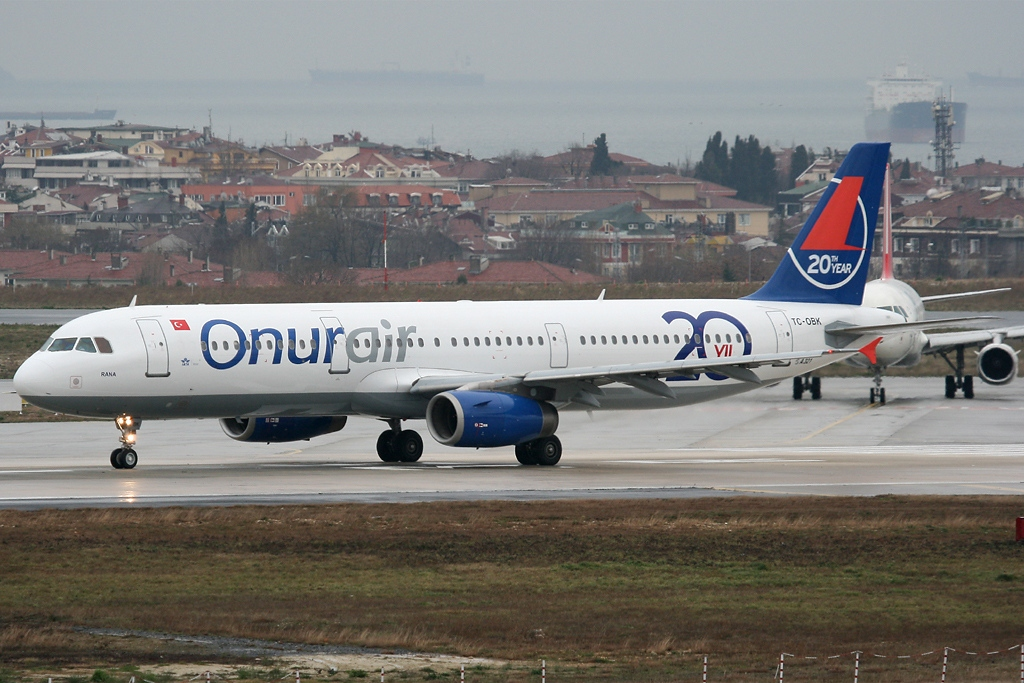
Airbus A321-200 Onur Air в аэропорту имени Ататюрка
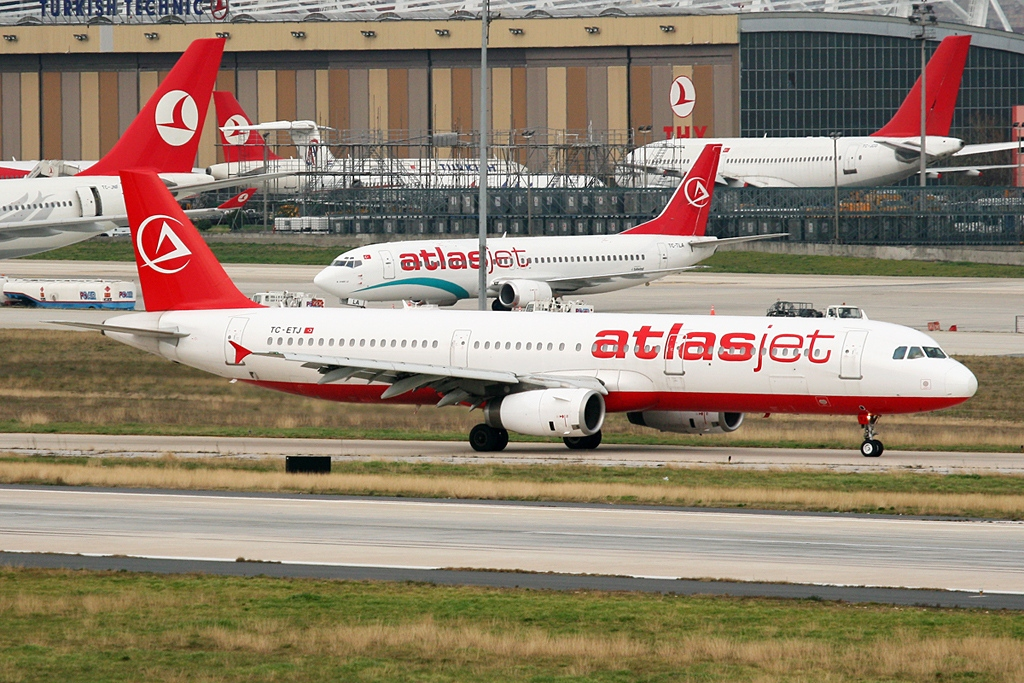
Airbus A321-200 Atlasjet в аэропорту имени Ататюрка
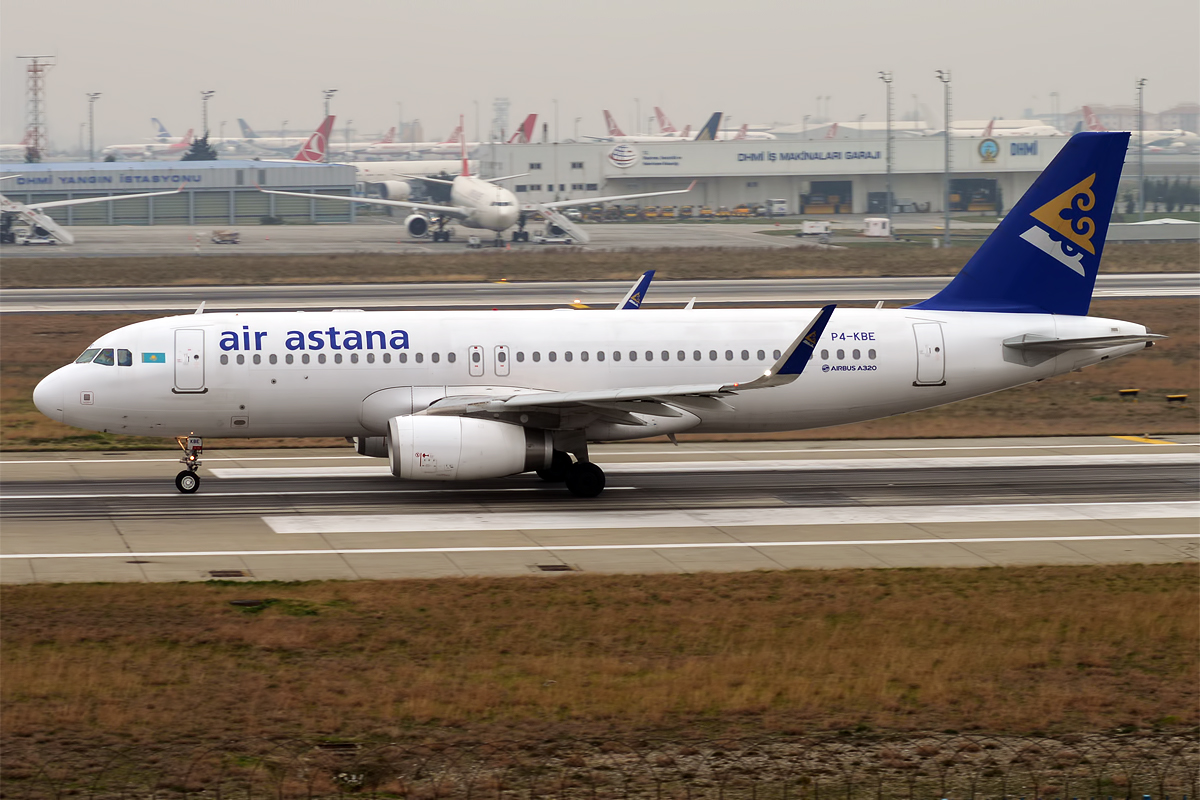
Airbus A320-200 Air Astana в аэропорту имени Ататюрка
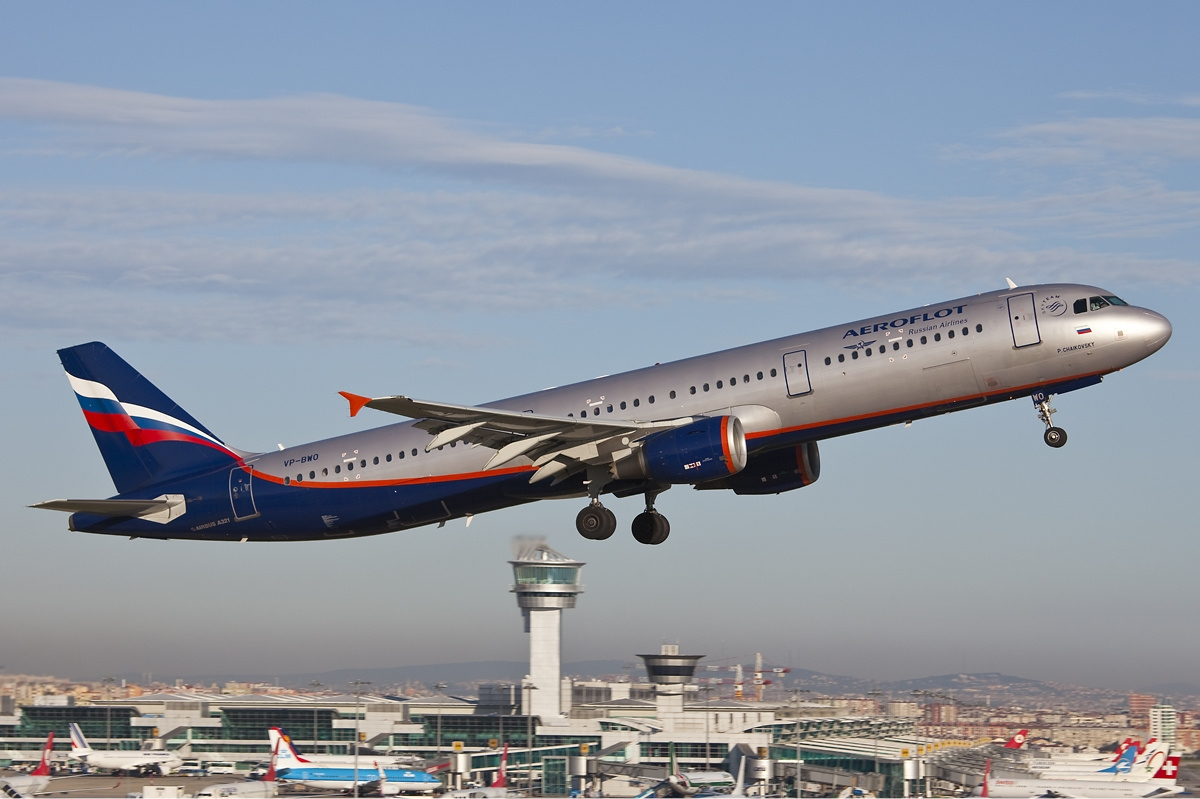
Airbus A321-200 Аэрофлота в аэропорту имени Ататюрка
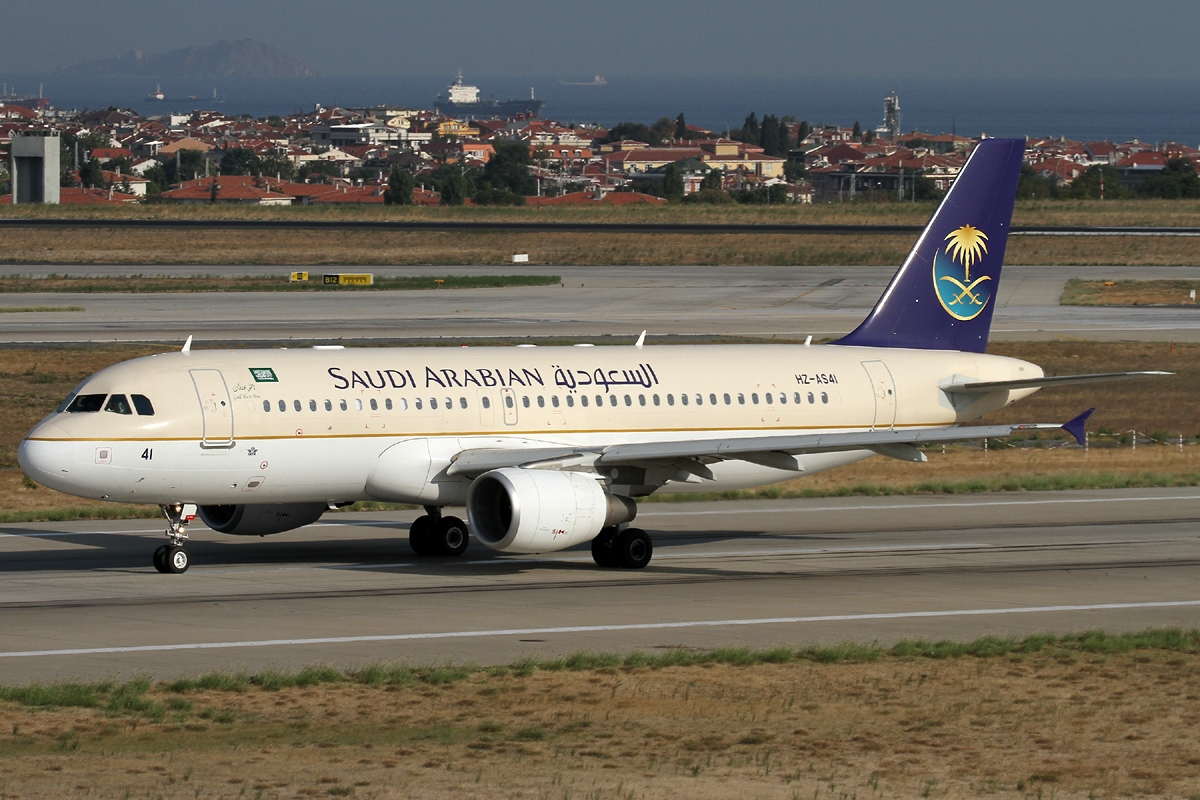
Airbus A320-200 Saudia в аэропорту имени Ататюрка
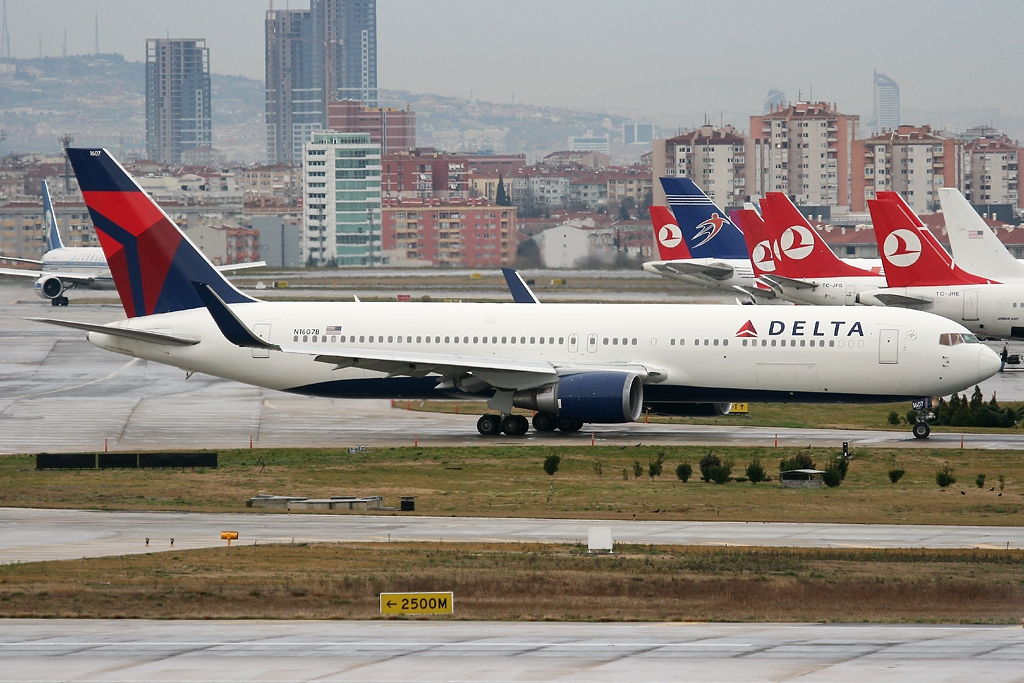
Boeing 767-300ER Delta Air Lines в аэропорту имени Ататюрка
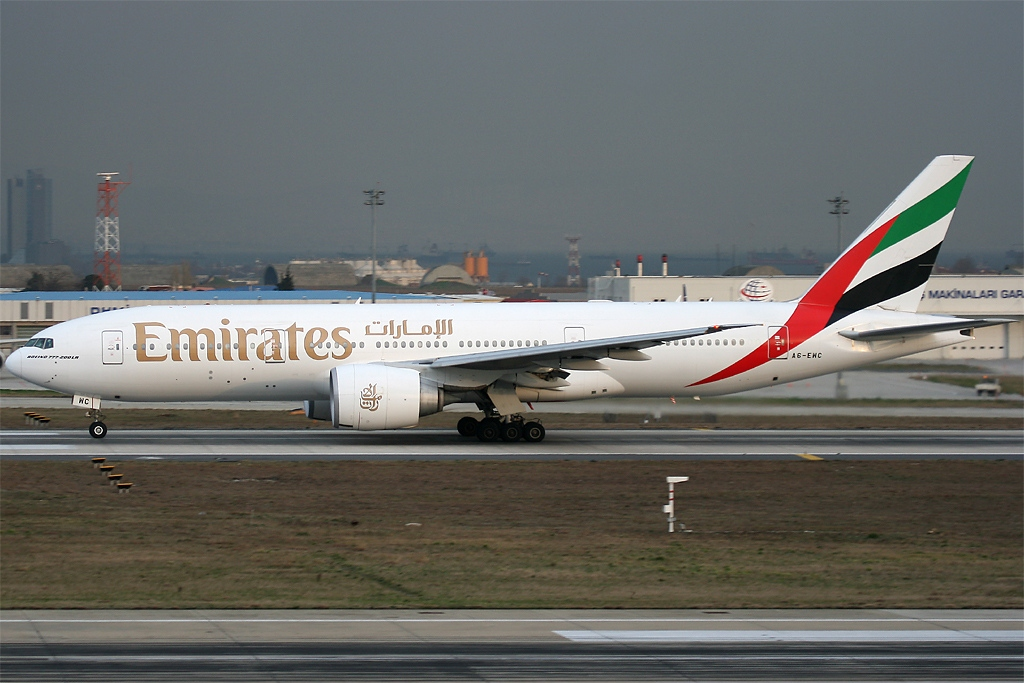
Boeing 777-200LR Emirates в аэропорту имени Ататюрка
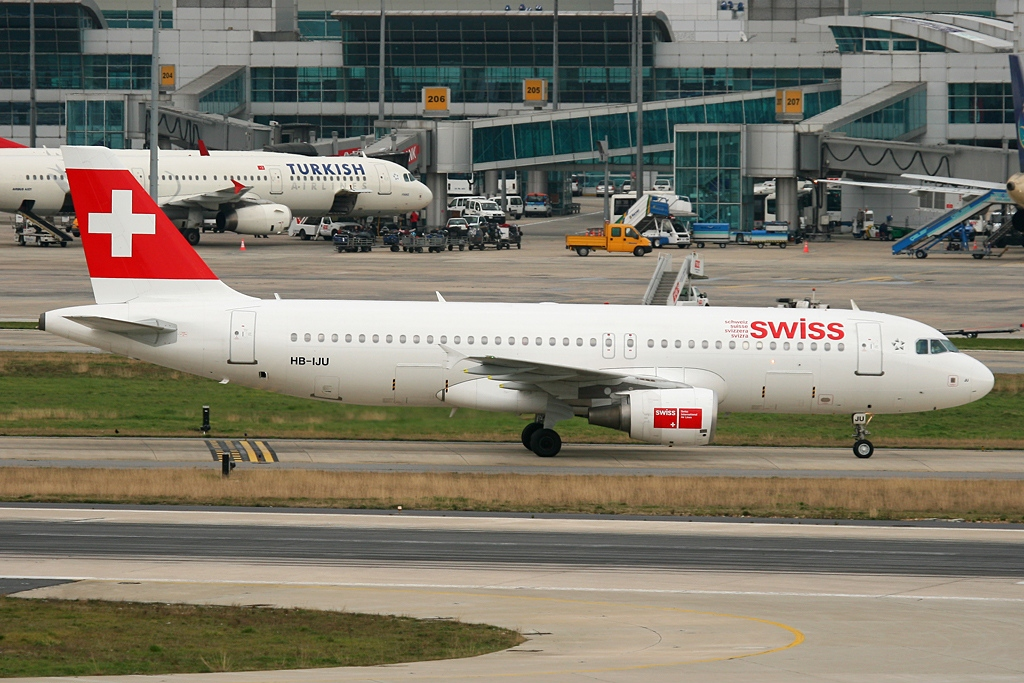
Airbus A320-200 Swiss International Air Lines в аэропорту имени Ататюрка
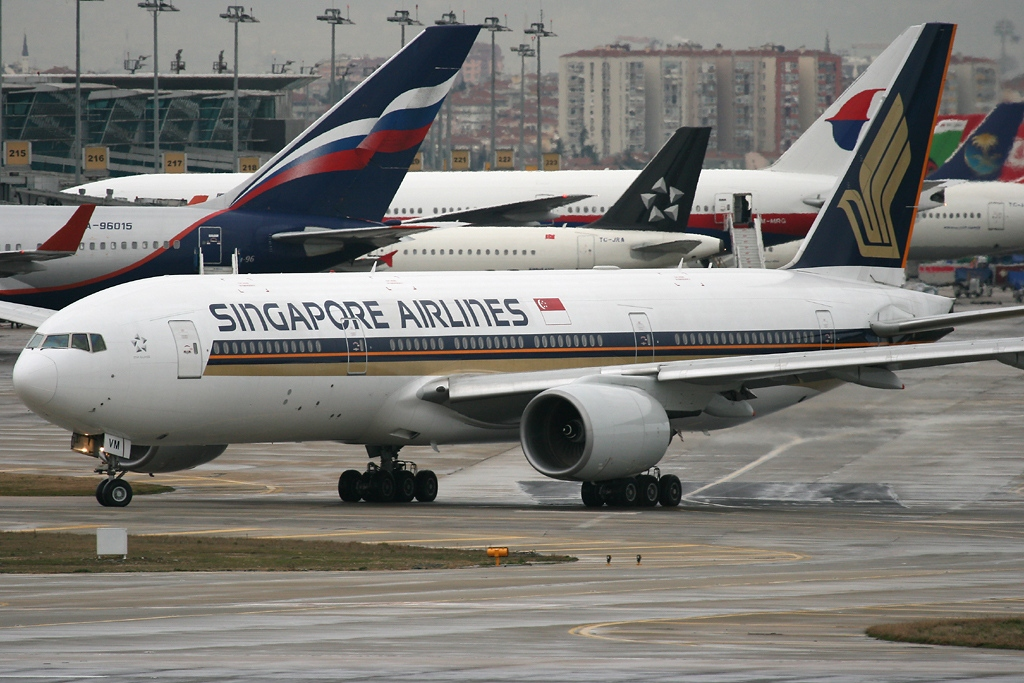
Boeing 777-200ER Singapore Airlines в аэропорту имени Ататюрка
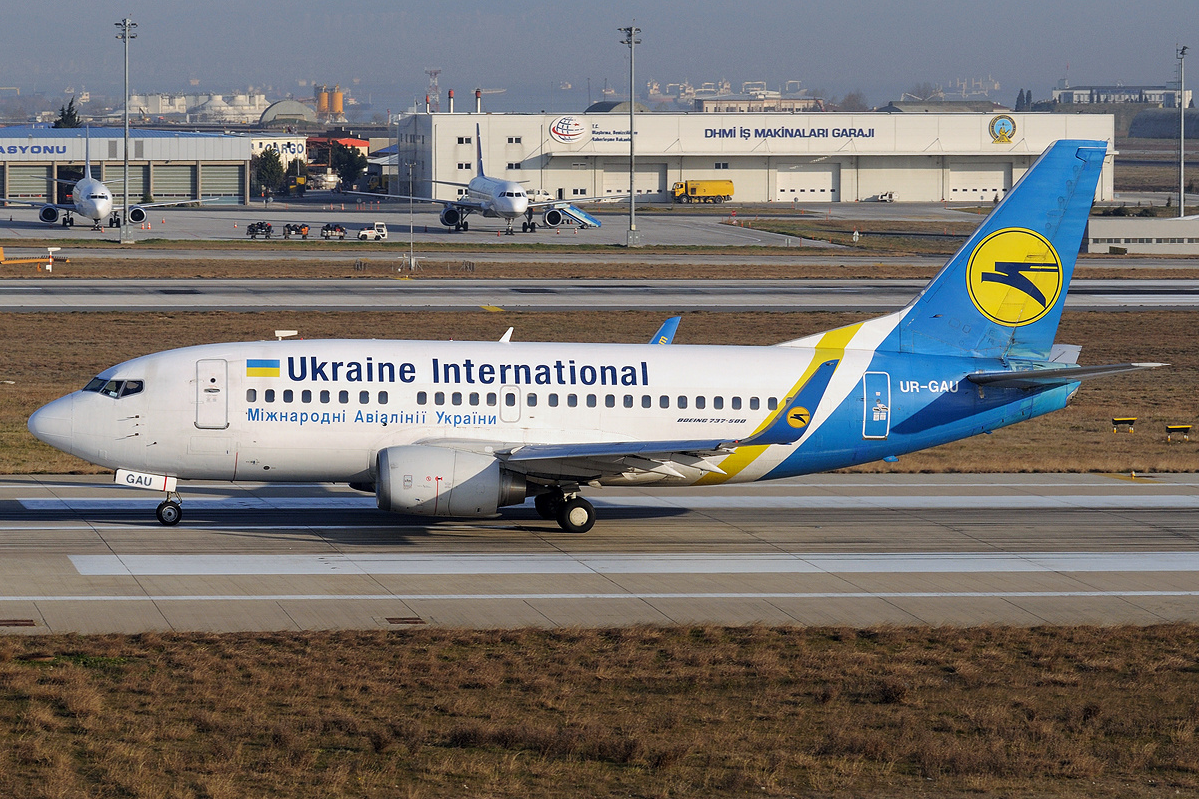
Boeing 737-500 Международных авиалиний Украины в аэропорту имени Ататюрка
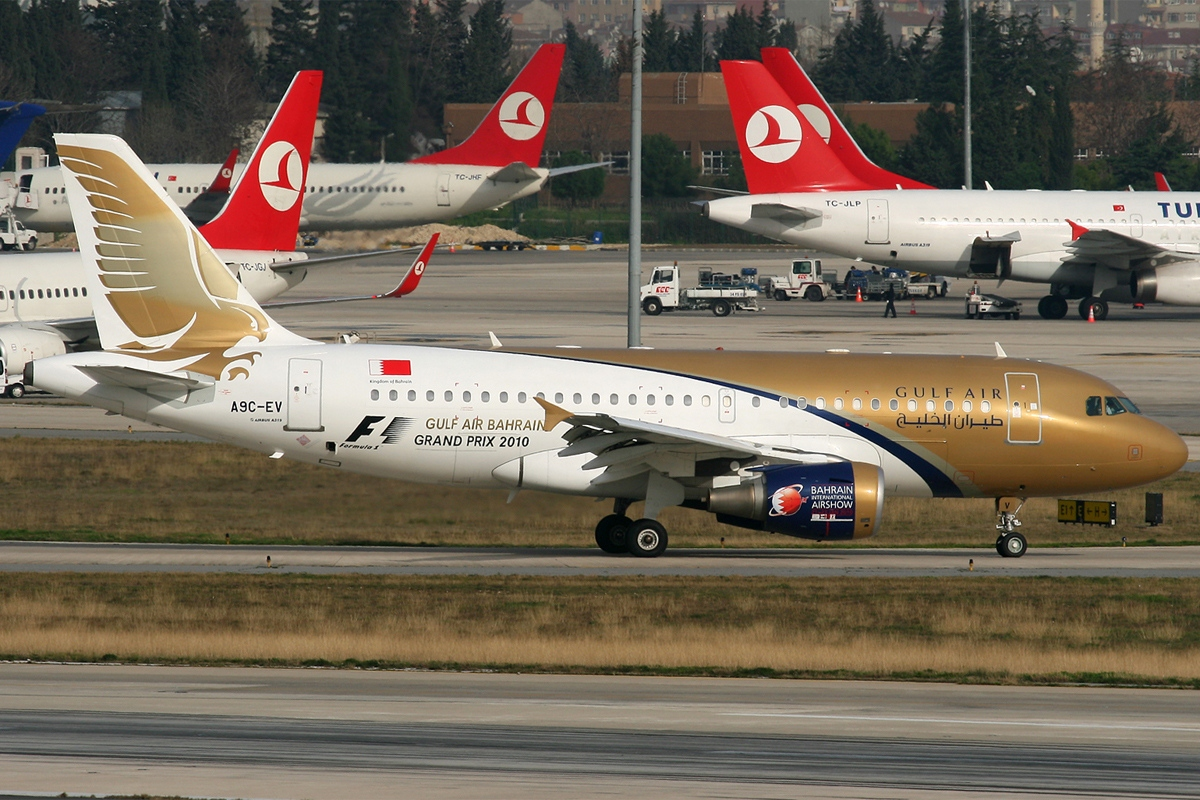
Airbus A319-100 Gulf Air в аэропорту имени Ататюрка
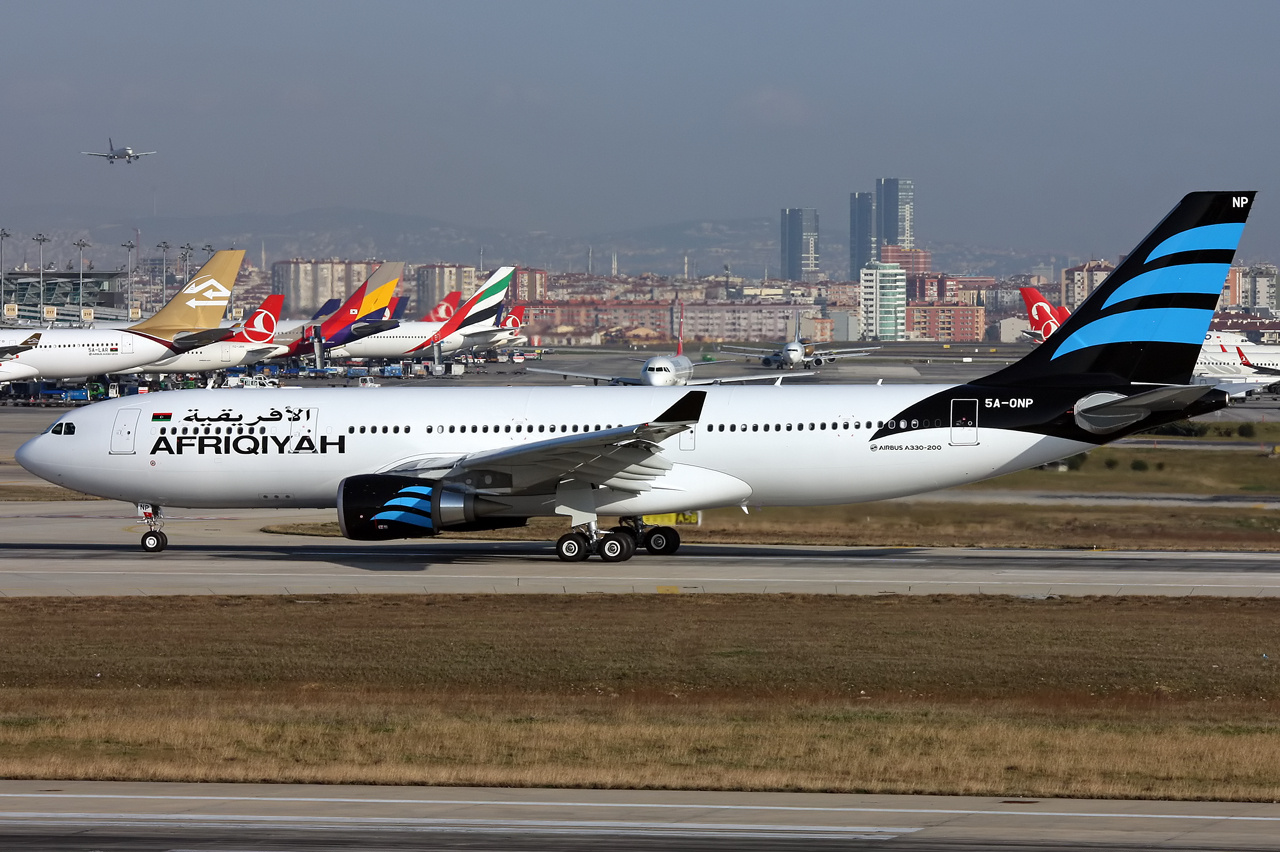
Airbus A330-200 Afriqiyah Airways в аэропорту имени Ататюрка
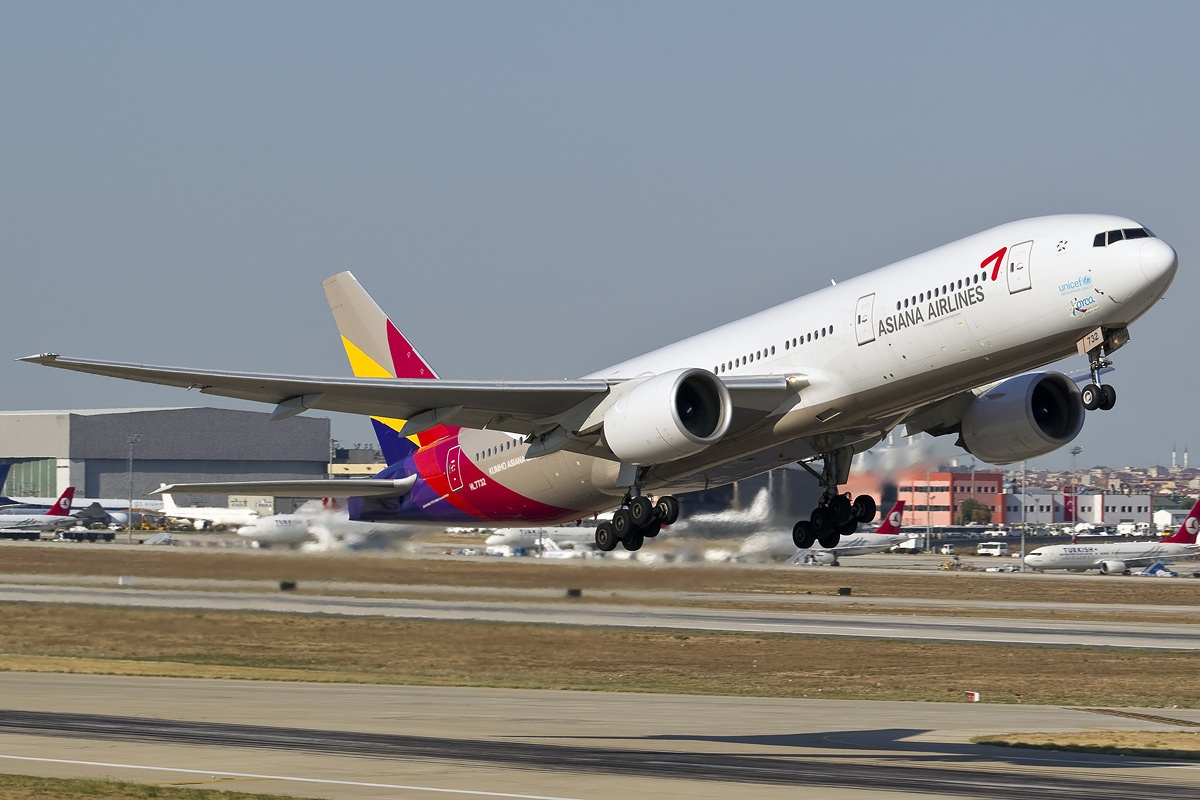
Boeing 777-200ER Asiana Airlines в аэропорту имени Ататюрка

## Транспортное сообщение
Аэропорт связан с районом Аксарай линией лёгкого метро. Линия проходит через некоторые главные районы европейской части города, включая междугородный автобусный вокзал.
Автобусы связывают аэропорт с районами Таксим, Этилер и Козъятагы.

## Происшествия
- 28 июня 2016 года в зоне прилёта аэропорта произошёл теракт. В результате погиб 41 человек и более 230 человек были ранены.
- 27 июля 2017 года самолёт турецкой компании Atlasglobal, пилотируемый украинскими пилотами, попал в град. В результате стихии полностью разбило носовой обтекатель, пострадали передние стёкла, отказали автопилот и автомат тяги[источник не указан 579 дней]. Самолёт перешёл в Alternate law[что?], а после выпуска шасси — в Direct law[что?][источник не указан 579 дней]. Пилот Александр Акопов совершил успешную посадку, накренив самолёт и ориентируясь через боковое окно[9]. Пострадавших нет[источник не указан 579 дней].